# Obbligo o verità (programma televisivo)
Obbligo o verità è un programma televisivo italiano di genere talk show e game show, in onda in prima serata su Rai 2 con la conduzione di Alessia Marcuzzi.

## Il programma
Il programma è un talk show bastato sul format francese Action ou vérité? trasmesso su TF1, in cui gli ospiti, scelti casualmente, devono affrontare una scelta tra rispondere a domande scomode o affrontare prove divertenti e surreali, pensate su misura per ciascun concorrente. Ogni puntata si sviluppa intorno a dinamiche di gioco, conversazioni e momenti di divertimento, con l'obiettivo di rivelare aspetti inediti e profondi della vita degli ospiti. Uno dei momenti del programma è "Solo tu", durante il quale l'ospite prescelto è sottoposto a una serie di domande e obblighi personalizzati, che permettono di esplorare la sua esperienza e personalità in modo più intimo.

## Edizioni

### Prima edizione
La prima edizione è andata in onda in prima serata su Rai 2 dal 24 marzo al 28 aprile 2025 per cinque puntate.
| Puntata | Messa in onda  | Telespettatori | Share | Ospiti | Ospiti speciali                           | Presenze fisse             |
| ------- | -------------- | -------------- | ----- | --- | ----------------------------------------- | -------------------------- |
| 1       | 24 marzo 2025  | 679 000        | 4,10% | Asia Argento, Anna Lou Castoldi, Geppi Cucciari, Selvaggia Lucarelli, Salvo Sottile, Paola Iezzi, Max Felicitas, Martin Castrogiovanni                                       | Maria Rosa Petolicchio, Dottoressa Amelia | Ken Lee, Herbert Ballerina |
| 2       | 31 marzo 2025  | 609 000        | 3,50% | Amanda Lear, Maurizio Lastrico, Rocío Muñoz Morales, Ema Stokholma, Eleonora Abbagnato, Federico Balzaretti, Adriano Panatta, Paolo Bertolucci, Alba Parietti, Max Felicitas | Luigi Pisacane, Joey&Rina                 | Ken Lee, Herbert Ballerina |
| 3       | 7 aprile 2025  | 702 000        | 4,50% | Sonia Bruganelli, Davide Bonolis, Marcella Bella, Michela Quattrociocche, Ivan Zazzaroni, Max Mariola, Tommaso Marini, Ludovica Coscione                                     | Joey&Rina, Manganaro Bros                 | Ken Lee, Herbert Ballerina |
| 4       | 14 aprile 2025 | 722 000        | 4,80% | Paola Barale, Filippo Bisciglia, Cristina D'Avena, Francesco Facchinetti, Caterina Balivo, Pierluigi Pardo, Tommaso Cassissa, Enrico Melozzi                                 | I Testacci                                | Ken Lee, Herbert Ballerina |
| 5       | 28 aprile 2025 | 669 000        | 4,30% | Sabrina Salerno, Rocco Siffredi, Nicola Ventola, Nuzzo e Di Biase, Barbara Alberti, Tommaso Zorzi, Lorella Boccia                                                            | –                                         | Ken Lee, Herbert Ballerina |
| Media   | Media          | 676 000        | 4,24% | |                                           |                            |